# Crithagra buchanani
Il canarino beccogrosso meridionale (Crithagra donaldsoni (Hartert, 1919)) è un uccello passeriforme della famiglia Fringillidae.

## Etimologia
Il nome scientifico della specie, buchanani, venne scelto in omaggio al militare (nonché esploratore e naturalista) scozzese Angus Buchanan.

## Descrizione

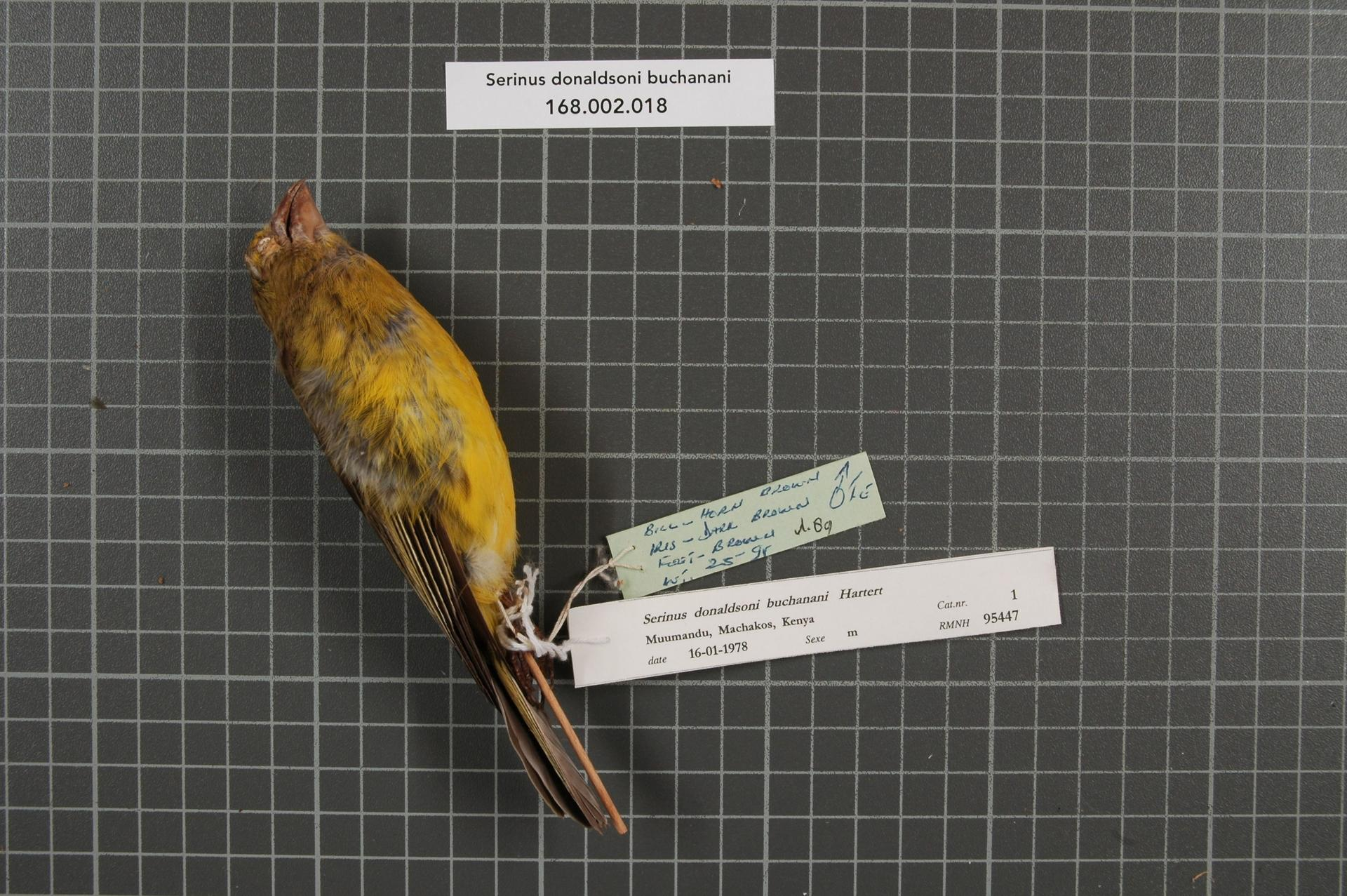
Veduta laterale di maschio impagliato.

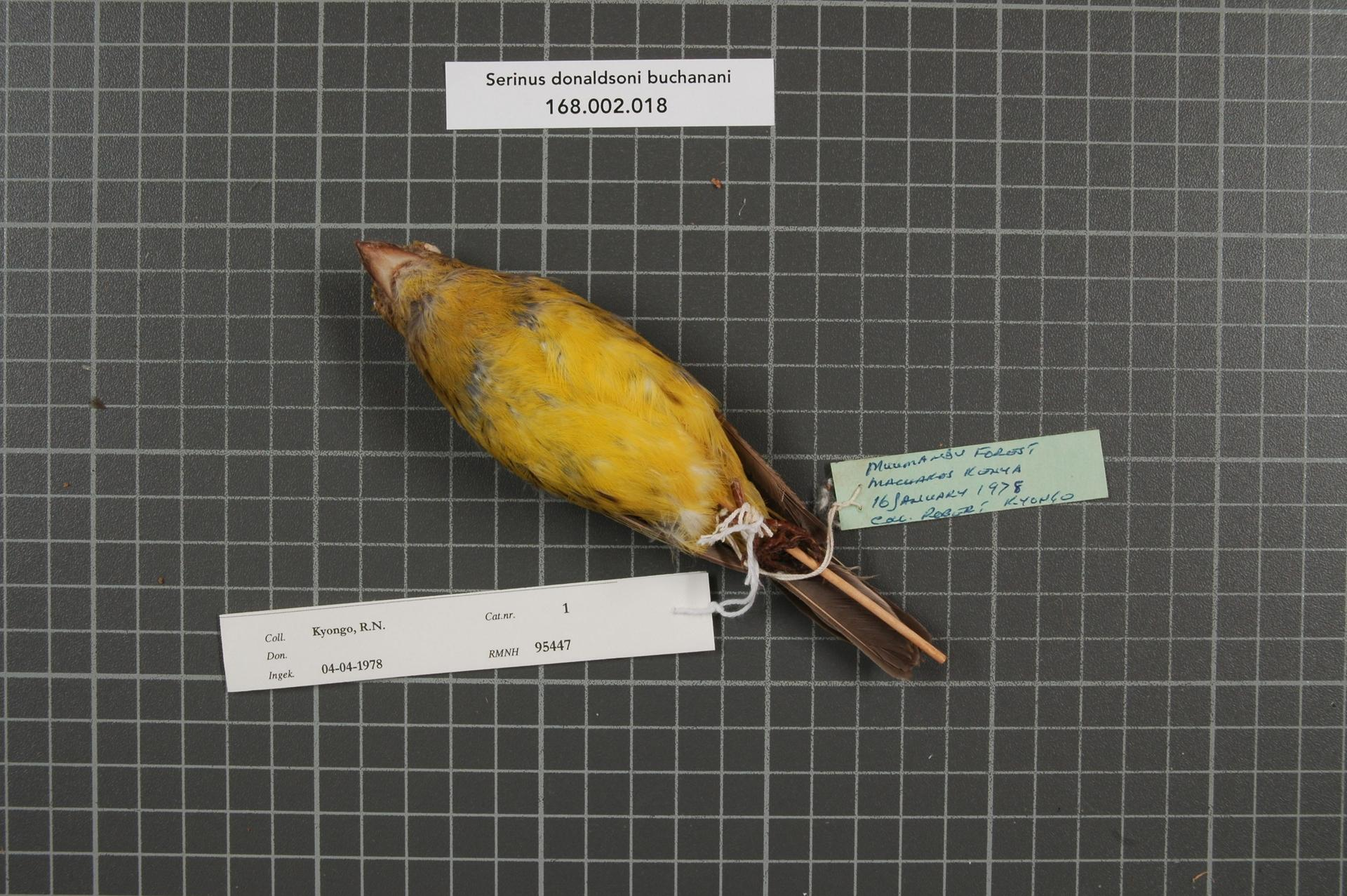
Veduta ventrale di maschio impagliato.

### Dimensioni
Misura 14–15 cm di lunghezza, e 16-25 grammi di peso.

### Aspetto
Si tratta di uccelletti dall'aspetto robusto, muniti di grossa testa arrotondata, becco conico e massiccio (come intuibile dal nome comune), ali appuntite e coda dalla punta lievemente forcuta.
Il piumaggio presenta dimorfismo sessuale. Nei maschi testa e dorso sono di colore bruno (olivastro su testa e spalle), mentre sopracciglio, gola e ventre sono di colore giallo, col petto anch'esso di colore giallo, sebbene più scuro: ali e coda sono nere, con penne dagli orli bianchi. Le femmine, invece, mancano del pigmento giallo cefalico e ventrale, sostituito dal bruno su faccia, gola e petto e dal grigiastro sul ventre.

In ambedue i sessi, il becco è di colore nerastro (con orlo più chiaro) superiormente e carnicino-brunastro inferiormente, mentre le zampe sono di color carnicino e gli occhi sono di colore bruno scuro.

## Biologia
Si tratta di uccelli diurni, che si muovono da soli, in coppie o in gruppetti familiari e passano la maggior parte della giornata in movimento alla ricerca di acqua e cibo fra cespugli ed erba alta, salvo poi far ritorno su posatoi fra gli alberi al tramonto per passare la notte.

### Alimentazione
Questi uccelli presentano dieta essenzialmente granivora, col forte becco che permette loro di riuscire ad avere ragione di una grande varietà di semi di piante erbacee e cespugliose, nutrendosi inoltre di bacche, frutti (ad esempio i baccelli ed i semi d'acacia), germogli, foglioline e, sebbene molto raramente, anche di piccoli invertebrati.

### Riproduzione
La stagione riproduttiva cade fra giugno e novembre. Si tratta di uccelli rigorosamente monogami, coi maschi che cantano a squarciagola per attrarre le femmine, che poi corteggiano seguendole col becco semiaperto, testa e coda puntate in alto, ali puntate verso il basso e piume arruffate, accasandosi con quella che eventualmente dimostrasse la sua disponibilità all'accoppiamento accovacciandosi sul posatoio e spostando lateralmente la coda.
Il nido è a forma di coppa e viene costruito dalla femmina con radichette e fibre vegetali, in basso fra i rami o i cespugli: al suo interno (foderato con materiale soffice), la femmina depone 2-3 uova azzurrine, che provvede a covare da sola per circa due settimane, al termine delle quali schiudono pulli ciechi ed implumi. Il maschio, che fino a questo momento è rimasto nei pressi del nido a cantare e cercare il cibo per imbeccare la compagna intenta nelle operazioni di cova e costruzione del nido, collabora con essa nelle cure parentali ai nidiacei, che sono in grado d'involarsi attorno alle tre settimane dalla schiusa, pur rimanendo nei pressi del nido (chiedendo sempre più sporadicamente l'imbeccata ai genitori e seguendoli nei loro spostamenti) fino al mese e mezzo di vita, quando se ne allontanano.

## Distribuzione e habitat

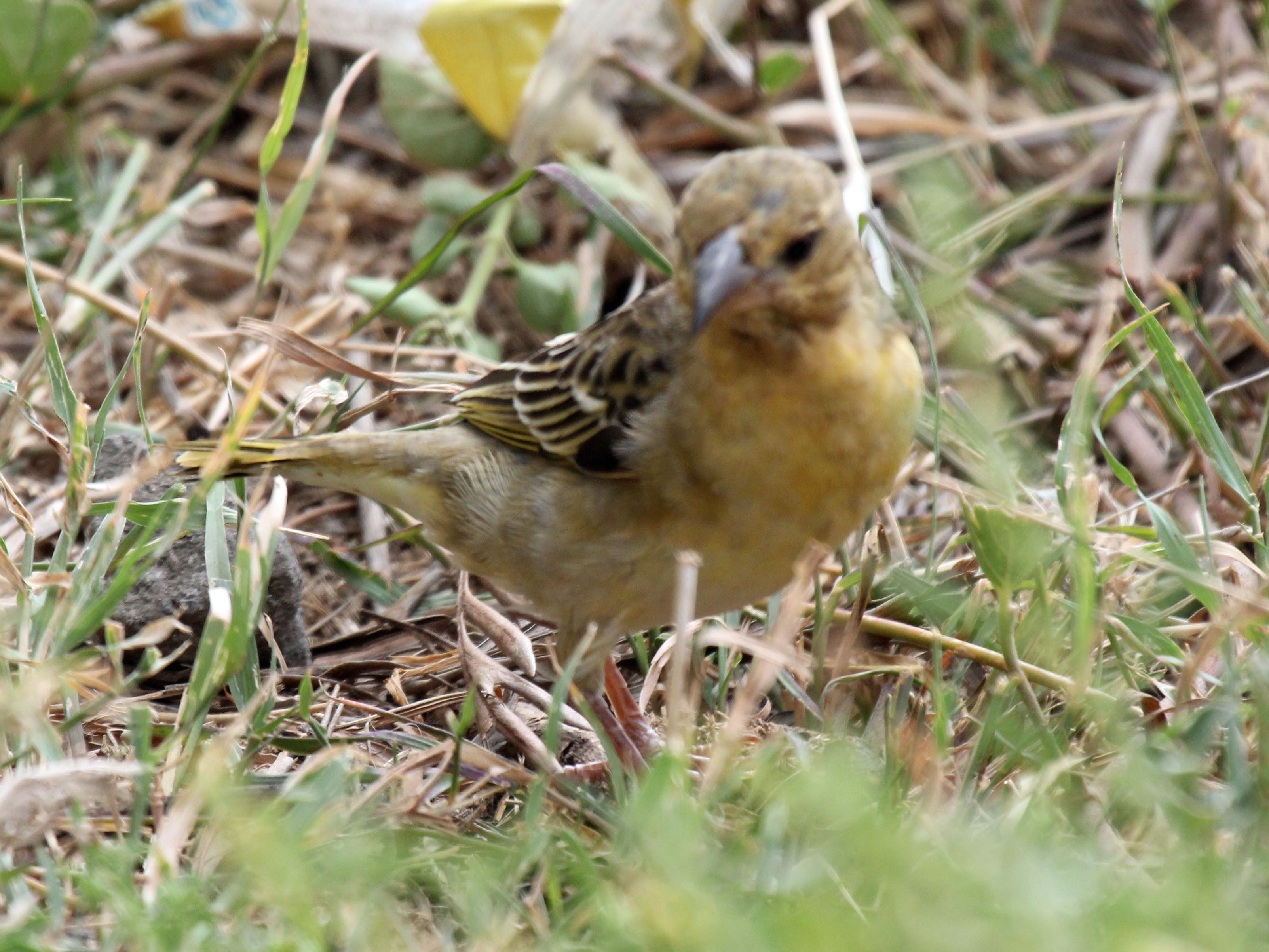
Esemplare al suolo nel nord del Masai Mara.

Il canarino beccogrosso meridionale è diffuso nell'area di confine fra Kenya centro-meridionale e Tanzania centro-settentrionale.
L'habitat di questi uccelli è rappresentato dalla savana con presenza di macchie alberate o cespugliose (principalmente a prevalenza di acacia e Commiphora).

## Sistematica
In passato questi uccelli sono stati considerati una sottospecie del canarino beccogrosso settentrionale col nome di C. donaldsoni buchanani, tuttavia attualmente si tende a considerarli una specie a sé stante.